# Sotnja
Sotnia o sotnja (letteralmente: centuria; russo e ucraino: сотня, croato: satnija) è un termine militare di origini slave. Il termine va ad identificare il centinaio e può essere approssimativamente considerato un equivalente di compagnia. 
Sono note anche unità composte da un numero ridotto di componenti, definite mezza-sotnia.

## Cosacchi
Durante il servizio che i Cosacchi svolsero all'interno dell'Esercito Imperiale Russo, il tipico reggimento era costituito da 5 sotnia o squadroni. Il termine venne generalmente utilizzato sia per quanto riguarda le formazioni di fanteria sia quelle di cavalleria cosacca. Il termine "unità" venne utilizzato fino all'istituzione dell'Unione Sovietica nel 1922 con la fine della Repubblica Popolare Ucraina e della Libera Oblast Cosacca. Il comandante di una Sotnja era denominato Sotnik (cirillico: Сотник) equivalente al capitano dell'Esercito Imperiale Russo.

## Divisione dell'Esercito Nazionale Ucraino
Ogni sotnia conteneva tre o quattro chotas (singolare chotа - da intendere come; plotone), e ogni chota era costituita a partire da 3 riys (singolare riy (Ucraino), letteralmente 'sciame'; Sezioni o squadra (unità militare) rinforzate di 10 o 12 uomini). Ogni riy era di solito equipaggiata con una mitragliatrice leggera, due o tre armi speciali, e circa sette fucili d'assalto.

## Croazia
Al giorno d'oggi, nell'Esercito croato esiste un'unità chiamata satnija (un equivalente di compagnia) costituita da circa 100-150 soldati.